# Almolonga, Mexiko
Almolonga är en ort i Mexiko.   Den ligger i kommunen Mazatlán Villa de Flores och delstaten Oaxaca, i den sydöstra delen av landet, 280 km sydost om huvudstaden Mexico City. Almolonga ligger 1 080 meter över havet och antalet invånare är 305.
Terrängen runt Almolonga är bergig. Runt Almolonga är det ganska tätbefolkat, med 52 invånare per kvadratkilometer. Närmaste större samhälle är Huautla de Jiménez, 13,7 km nordost om Almolonga. I omgivningarna runt Almolonga växer huvudsakligen savannskog.